# Crypto.com Arena
Die Crypto.com Arena (Eigenschreibweise: crypto.com Arena) ist eine Multifunktionsarena in Downtown Los Angeles im US-Bundesstaat Kalifornien. Sie befindet sich im Los Angeles Sports and Entertainment District neben dem Los Angeles Convention Center und ist im Besitz der Anschutz Entertainment Group. Von der Eröffnung 1999 bis Ende 2021 trug die Halle den Namen Staples Center.

## Geschichte
Der Bau des Staples Center wurde privat mit 375 Mio. US-Dollar (etwa 268 Mio. Euro) finanziert. Die Arena wurde am 17. Oktober 1999 eröffnet und erlangte durch den zweimaligen Gewinn des Arena of the Year Award des Pollstar-CIC schnell Aufmerksamkeit. Seine Bekanntheit erlangte das Stadion jedoch vor allem durch die Heimspiele der Los Angeles Lakers und Los Angeles Clippers aus der NBA, der Los Angeles Sparks aus der WNBA, der Los Angeles Kings aus der NHL und bis zu deren Auflösung (2008) der Los Angeles Avengers aus der Arena Football League. Es ist das einzige Stadion, welches Heimspielstätte von fünf professionellen Franchises war.
Pro Jahr werden über 250 Veranstaltungen mit über vier Mio. Besuchern durchgeführt. Seit der Eröffnung wurden so 2000 die Democratic National Convention, 2002 die US-Meisterschaften im Eiskunstlaufen und das NHL All-Star Game, 2004 und 2011 das NBA All-Star Game, von 2002 bis 2005 die WTA Tour Championships, die ersten Latin Grammy Awards im Jahr 2000, die jährlichen stattfindenden Grammy Awards (2000–2017, 2019, 2020, 2022), das Pacific-10 Conference Men’s Basketball Turnier von 2002 bis 2012, die Hallenwettkämpfe der Summer X Games von 2003 bis 2012 und unzählige Konzerte und HBO Championship Boxabende veranstaltet. Außerdem wird die Arena auch gerne für Wrestling genutzt – so für WrestleMania XXI 2005, WWE Unforgiven 2002, Judgment Day 2004, den SummerSlam 2009, 2010, 2011, 2012, 2013, 2014 und andere WWE-Events.
Seit der Eröffnung der Halle wurden immer wieder leichte bauliche Veränderungen im Innenraum wie auch in den Außenanlagen vorgenommen. So wurden die Korbanlagen der Lakers und Clippers im Laufe der Zeit erneuert und mit neuen Uhren und Anzeigen versehen. Ebenso wurden die verschiedenen Kabinen und Räume der Heimmannschaften (Los Angeles Lakers, Los Angeles Clippers, Los Angeles Kings) im Jahr 2010 erneuert, renoviert und vergrößert. Seit Sommer 2010 besitzt die Multifunktionsarena zudem einen neuen Videowürfel mit 4-HD-Technologie, welcher bei fast allen Veranstaltungen im Center zum Einsatz kommt.
Im August 2022 kündigte die Anschutz Entertainment Group die Renovierung der Arena zum 25. Jubiläum für über 100 Mio. US-Dollar bis zum Herbst 2024 an. Die erste Phase wurde schon zum Saisonstart 2022/23 im Oktober des Jahres abgeschlossen. In dieser Phase wurden u. a. zwei neue LED-Bildschirme und Bandtafeln installiert, die von den Sitzbereichen im oberen und unteren Rängen sichtbar sind. Ein neuer Chairman’s Club für ausgewählte Dauerkarten-Besitzer und V.I.P.-Gäste wurde eingerichtet. Der Impact Sports Bar & Grill in der Haupteingangshalle wurde umgestaltet und modernisiert. In der zweiten Phase wurde die Modernisierung der Premium- und Suite-Level-Eingänge sowie die Empfangshallen der Arena durchgeführt. Des Weiteren wurden die Umkleidekabinen der Kings und der Lakers erneuert. Die City View Terrace mit Innen- und Außenbereich mit Blick auf die Skyline der Innenstadt wurde umgestaltet. Ein Tunnel Club über mehrere Etagen wurde fertiggestellt. Er bietet z. B. Blick auf den Spielertunnel und die Spieler, die die Umkleidekabinen betreten und verlassen. Im Oktober 2024 wurden die Renovierungsarbeiten abgeschlossen.

## Name
Der erste Namenssponsor war von 1999 bis 2021 der Bürobedarfshändler Staples. Beim ersten Vertrag 1997 zahlte das Unternehmen für zehn Jahre 100 Mio. US-Dollar. 2009 wurde die Vereinbarung mit Staples unbefristet verlängert. Der Eigentümer und Betreiber Anschutz Entertainment Group kaufte 2019 die Rechte zurück. Aufgrund der COVID-19-Pandemie wurde die Suche nach einem neuen Sponsor ausgesetzt. Mitte November 2021 wurde bekannt, dass die in Singapur ansässige Kryptowährungsbörse Crypto.com neuer Namenssponsor der Arena wird. Der Vertrag zwischen der Börse und der Anschutz Entertainment Group hat eine Laufzeit von 20 Jahren und einen finanziellen Umfang von 700 Mio. US-Dollar. Es ist einer der größten Namensrechtsverträge der Sportgeschichte. Die Halle trug den Namen Crypto.com Arena zum ersten Mal am 25. Dezember des Jahres beim Heimspiel der Lakers gegen die Brooklyn Nets. Bis Juni 2022 sollte die Halle komplett mit dem neuen Namen beschildert sein.

## Kapazität
Die Crypto.com Arena bietet bei Konzerten bis zu 20.000 Besuchern Platz, 18.997 bei Basketballspielen und 18.118 bei Eishockey- und Arena-Football-Spielen. Der Besucherrekord wird durch eine Wrestling-Veranstaltung gehalten – 20.193 bei WWE WrestleMania XXI am 3. April 2005.

## Statuen auf der Star Plaza
Vor der Arena wurden auf der Star Plaza bisher zehn Bronze-Statuen von Persönlichkeiten aufgestellt, die mit dem Sport in Los Angeles verbunden sind. Als elfte und bisher einzige Frau wurde die Basketballspielerin Lisa Leslie für die Ehrung ausgewählt. Ein Termin für die Aufstellung ist bisher noch nicht festgelegt.
| Nr. | Name                | Tätigkeit           | Verbindung zu Los Angeles |
| --- | ------------------- | ------------------- | --- |
| 1   | Wayne Gretzky       | Eishockeyspieler    | Er spielte von 1988 bis 1996 für die Kings |
| 2   | Magic Johnson       | Basketballspieler   | Er spielte von 1979 bis 1991 und 1996 für die Lakers                                                                                          |
| 3   | Óscar de la Hoya    | Boxer               | Er wurde in East Los Angeles geboren |
| 4   | Chick Hearn         | Sportreporter       | Er kommentierte von 1961 bis 2002 die Spiele der Lakers, davon vom 21. November 1965 bis zum 16. Dezember 2001 insgesamt 3338 Spiele in Folge |
| 5   | Jerry West          | Basketballspieler   | Er spielte von 1960 bis 1974 für die Lakers und von 1976 bis 1979 trainierte er das Team                                                      |
| 6   | Kareem Abdul-Jabbar | Basketballspieler   | Er spielte von 1975 bis 1989 für die Lakers                                                                                                   |
| 7   | Luc Robitaille      | Eishockeyspieler    | Er spielte von 1986 bis 1994, 1997 bis 2001 und 2003 bis 2006 für die Kings                                                                   |
| 8   | Shaquille O’Neal    | Basketballspieler   | Er spielte von 1996 bis 2004 für die Lakers                                                                                                   |
| 9   | Bob Miller          | Sportreporter       | Er kommentierte von 1973 bis 2017 die Spiele der Kings                                                                                        |
| 10  | Elgin Baylor        | Basketballspieler   | Er spielte von 1958 bis 1971 für die Lakers                                                                                                   |
| 11  | Lisa Leslie         | Basketballspielerin | Sie spielte von 1997 bis 2009 für die Sparks                                                                                                  |

## Sonstiges
- 2500 Tonnen Stahl und 56.000 m³ Beton wurden in der Crypto.com Arena verbaut.
- Zwischen Mai und Juni 2009 fanden in der Halle die Proben für die This Is It-Konzertserie von Michael Jackson statt.
- Am 7. Juli 2009 fand in der Arena vor 17.500 Fans, 2000 Journalisten und 500 Prominenten eine etwa zweistündige Trauer- und Abschiedsfeier für den am 25. Juni 2009 verstorbenen „King of Pop“ Michael Jackson statt. Um die ausgelosten kostenlosen Eintrittskarten hatten sich etwa 1,6 Mio. Fans bemüht.
- Am 4. Oktober 2013 fand das Finale der League of Legends World Championship in der ausverkauften Arena statt.[14]

## Galerie

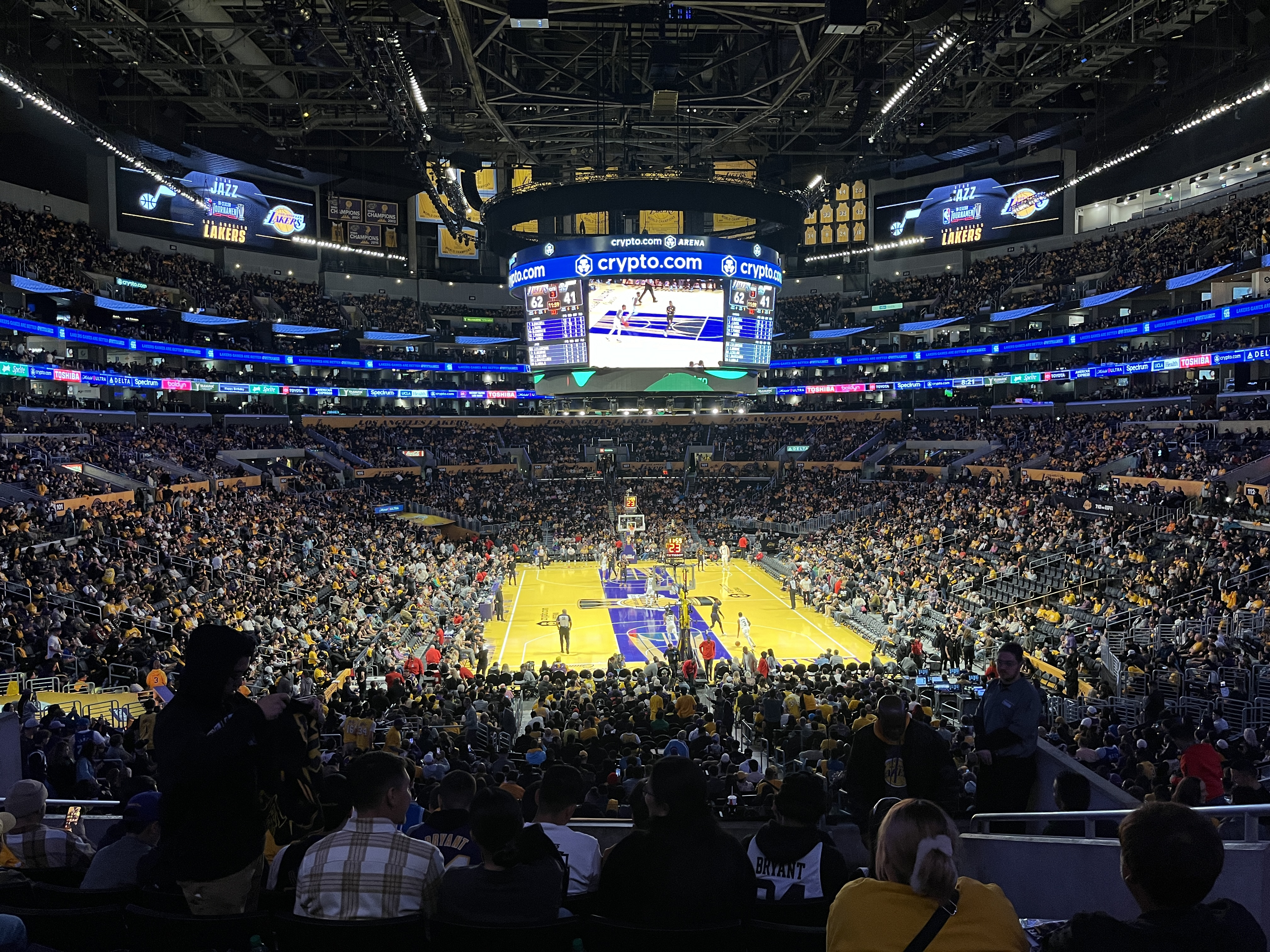
Innenraum beim Basketball (2023)
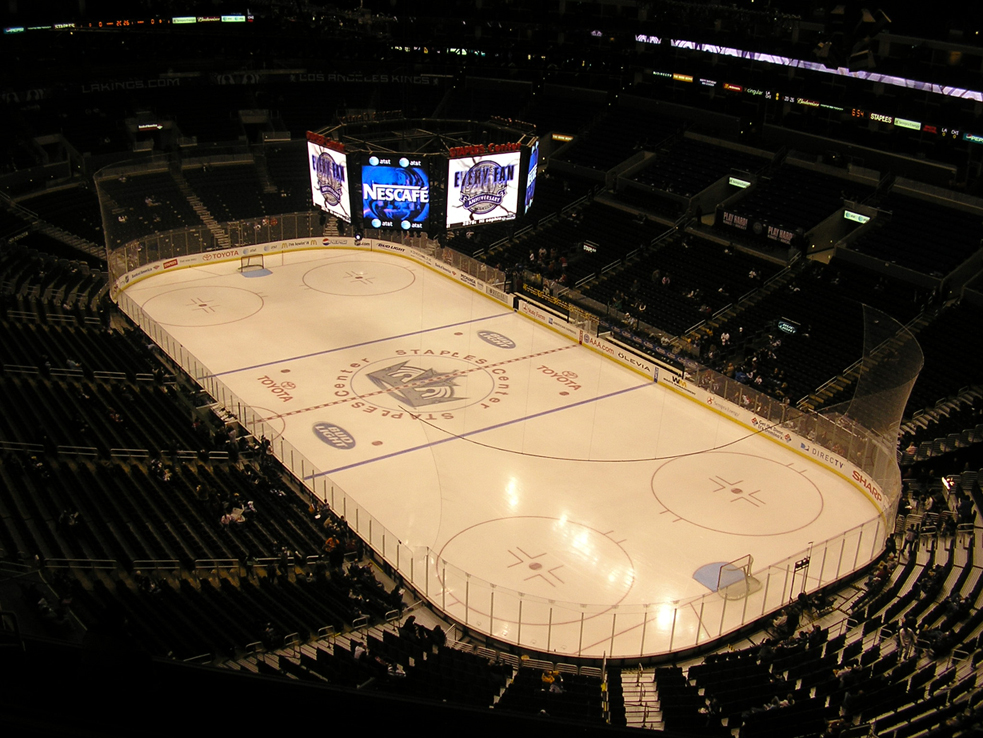
Der Innenraum mit Eisfläche
Statue von Magic Johnson vor der Halle
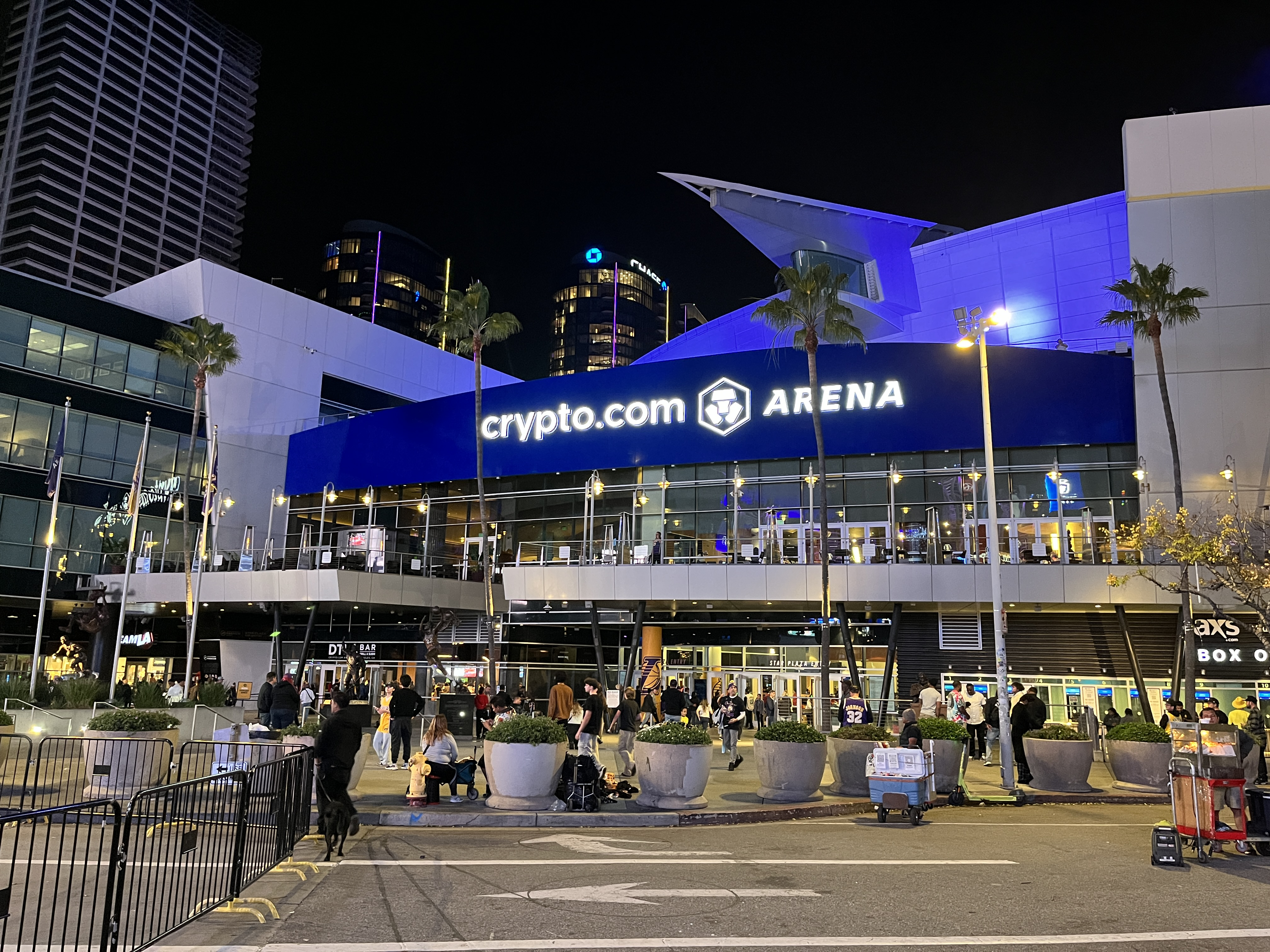
Der Eingangsbereich an der Star Plaza
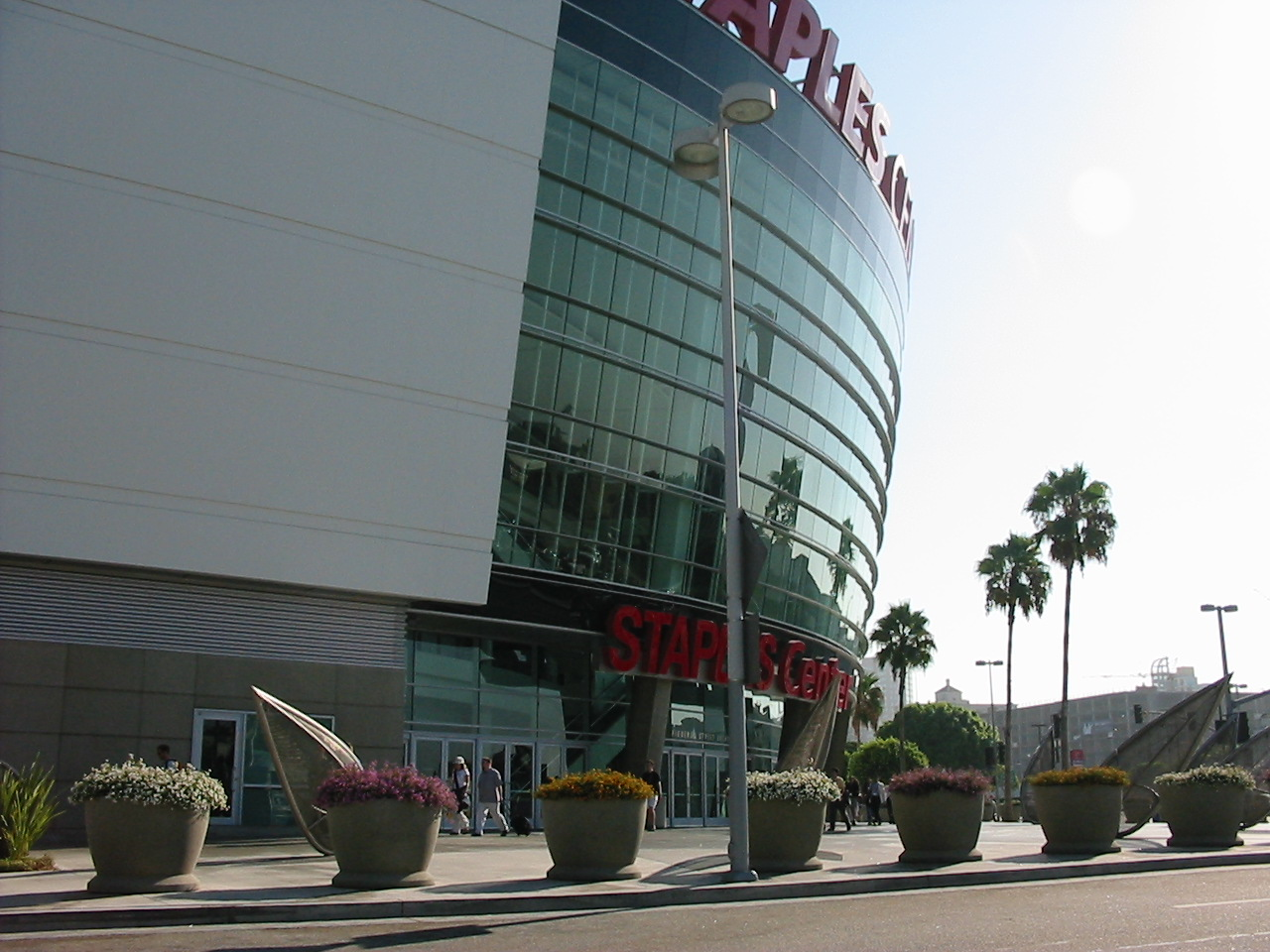
Fassade
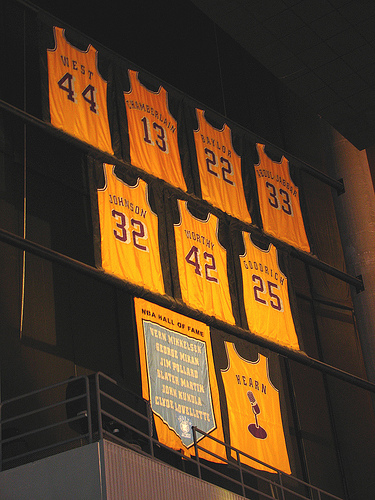
Banner mit den nicht mehr vergebenen Trikotnummern der Lakers unter dem Arenadach
Lasershow vor einem NHL-Play-off-Spiel 2012
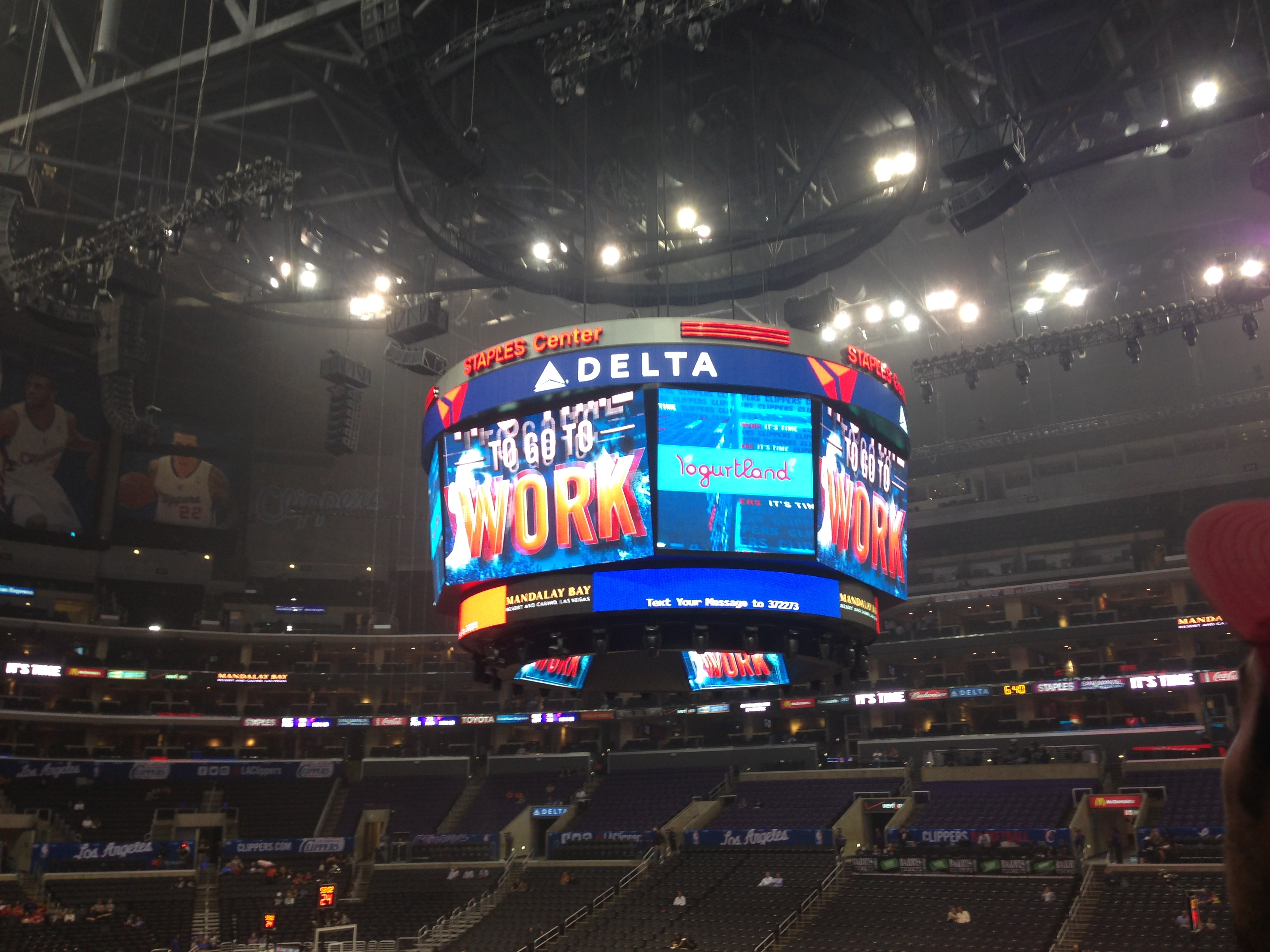
Der Videowürfel über dem Spielfeld
Früheres Logo